# Mabra
Mabra és un gènere d'arnes de la família Crambidae.

## Taxonomia
- Mabra charonialis (Walker, 1859)
- Mabra elephantophila Bänziger, 1985
- Mabra eryxalis (Walker, 1859)
- Mabra fauculalis Walker, 1859
- Mabra fuscipennalis Hampson, 1897
- Mabra haematophaga Bänziger, 1985
- Mabra lacriphaga Bänziger, 1985
- Mabra metallescens
- Mabra nigriscripta Swinhoe, 1895
- Mabra russoi

## Espècies antigues
- Mabra garzettalis (C. Felder, R. Felder & Rogenhofer, 1875)